# Паховський Петро Федорович
Паховський Петро Федорович (1841 — 8 жовтня 1891) — священник, педагог.

## Біографія
Народився 1841 року в селі Ломачинці Секурянської волості Хотинського повіту Бессарабії, нині — Сокирянський район Чернівецької області. Батько Федір (Феодор) Антонович Пахомський був потомственим священиком. У 1863 році закінчив Кишинівську духовну семінарію і поступив у Київську духовну академію, яку в званні магістра закінчив у 1867 році. Повернувшись до Кишинева, займався викладацькою діяльністю у духовній семінарії, був призначений на посаду інспектора народних училищ Бессарабської губернії. За активну роботу затверджений у чин титулярного радника. З жовтня 1875 року переведений у Таврійську губернію на посаду директора відкритої в с. Преславі Бердянського повіту учительської семінарії. Згодом у чині статського радника повертається в Бесарабію, у місті Аккерман, де впродовж 5 років працював директором місцевої чоловічої прогімназії(загальноосвітня установа в Російській імперії з програмою молодших класів гімназії). Помер 8 жовтня 1891 року.

## Творча діяльність
Займався вивченням праць отців церкви. У 1870 р. у Кишинівських єпархальних відомостях надруковано його дослідження «Твір Святого Іринія проти єресі». У 1873–1874 рр. разом з протоіреєм Михайлом Антоновичем Ганицьким (теж випускник Київської духовної академії) Петро Паховський редагував Кишинівські єпархальні відомості. Написав брошуру «Історичний нарис Преславської учительської гімназії», яка була надрукована з дозволу опікуна Одеського навчального округу.

## Нагороди
- Орден Святого Станіслава 2-го ступеня (1878).